# Оскар (вистава)
«Оскар» — вистава театру ляльок, філософська притча за романом «Оскар і рожева пані» Еріка-Еммануеля Шмітта, поставлена режисером Михайлом Урицьким у Київському муніципальному академічному театрі ляльок.
Прем'єра вистави відбулася 21 листопада 2015 року. За підсумками премії «Київська пектораль» 2015 року визнана «Кращою драматичною виставою року», а Михайло Урицький став переможцем у номінації «Краща режисерська робота».
З 2018-го року — у репертуарі Київського академічного театру ляльок.

## Сюжет
|                                               | Вітаючись з публікою, режисер Михайло Урицький зазначив: «Не важливо, скільки днів в нашому житті. Важливо, скільки життя в наших днях». |
| — Анастасія ГАЙШЕНЕЦЬ, рецензия «Cultprostir» | |

Невиліковно хворий хлопчик Оскар проводить свої останні дні в лікарняній палаті. Його соромляться власні батьки, він позбавлений спілкування з однолітками із сусідніх палат. Оскар розлючений і безпорадний. Єдина людина, з якою він починає спілкування — Рожева Пані — доглядальниця за безнадійно хворими пацієнтами.
Рожева Пані пропонує Оскарові гру, за правилами якої кожен прожитий день прирівнюється до 10 років життя, і за підсумками кожного Оскар пише лист Богу, ніби підбиваючи підсумки пережитого. 110 років за 12 днів перевертають життя маленького Оскара і наповнюють його цілком дорослими подіями і питаннями.

## Дійові особи та виконавці
- Оскар — Ігор Федірко
- Рожева Пані — Юлія Шаповал

## Творчий склад
- Автор: Ерік-Еммануель Шмітт (роман «Оскар і рожева пані»)
- Інсценізація: Михайло Урицький
- Переклад українською: Олена Борисюк
- Режисер-постановник: Михайло Урицький
- Художник: Ольга Філончук
- Музичне оформлення: пісні Земфіри

## Хронологія вистави
Студентська версія
- 2012, осінь — Випуск дипломного спектаклю в Київському національному університеті театру, кіно і телебачення ім. Івана Карпенка-Карого

Вистава Одеського обласного театру ляльок
- 2013, грудень — Прем'єра вистави в Одеському обласному театрі ляльок

Вистава Київського театру ляльок
- 2015, 21 листопада — Прем'єра вистави у Київському муніципальному академічному театрі ляльок
- 2016, 28 березня — 24-я церемонія вручення премії «Київська пектораль». Вистава стала лауреатом в номінації «Краща вистава» та «Краща режисерська робота»
- 2018 — Вистава перейшла до репертуару Київського академічного театру ляльок
- 2021, 21 листопада — До шостої річниці з дня прем'єри, на порталі «Театральна риболовля» вийшов чотирьохсерійний відеопроєкт «Шість років театрального „Оскара“»[4].

## Історія створення
Теоретично та практично безмежні можливості ляльки тут отримують ще й дивовижно етичний вимір: нежива матерія сконструйованого театрального персонажа зосереджує на собі увесь біль історії, залишаючи безкінечний простір для роздумів, внутрішньої свободи глядача й актора. Три білі екрани легко рухаються сценою, перетворюючись на підвіконня лікарняної палати, стіну каплички, двері до помешкання Рожевої Пані. Лікарняне ліжечко теж зазнає безліч дієвих трансформацій — разом із його маленьким господарем, котрий за останні дванадцять днів свого земного шляху проживає 120 років життя з усіма радощами та клопотами юної-дорослої-зрілої-старої людини.
На одному з театральних фестивалів у Миколаєві Михайло Урицький подивився драматичну постановку театру із Даугавпілса за романом Шмітта, в якій режисер-постановник основний акцент зробив на темі смерті, по ходу дії нагнітаючи ситуацію. У цій виставі було три фінали, після чого героя розпинали на хресті. Внутрішній протест та незгода з таким трактуванням («так не про те ж писав Шмітт» — за версією Михайла Урицького) і стали відправною точкою до створення власної версії, в якій відхід головного героя повинен бути світлим і урочистим.
Експериментальним майданчиком для майбутньої вистави слугувала навчальна сцена Київського національного університету театру, кіно і телебачення імені В. К. Карпенка-Карого, де «Оскар» став дипломною роботою студентів акторського факультету Влада Никитюка та Олександри Польгуй (педагог з майстерності актора драматичного театру Ірина Калашнікова). Прем'єра студентської версії вистави відбулася восени 2012 року, а кожний показ на навчальній сцені супроводжувався аншлагами. Роботу помітили і у травні 2013 року запросили на VIII Міжнародний фестиваль театрів ляльок «Подільська лялька» до Вінниці.
На питання про закінчення навчання студентів і подальшу долю вистави в інтерв'ю після фестивального показу режисер відповів:
Однак, після випуску студентів режисер приймає рішення про створення нової версії вистави вже на професійній сцені.
У грудні 2013 року виходить перша після студентської професійна версія вистави в Одеському обласному театрі ляльок. Ролі виконали Іван Цуркан (Оскар) та Тетяна Стрілець (Рожева Пані). Цією роботою театр привернув увагу до дітей, хворих на лейкемію, як і головний герой вистави 10-річний Оскару, і організував збір коштів для відповідного фонду.
Основна ж постановка, що зібрала букет нагород та отримала широке визнання глядачів та критиків, була здійснена на сцені Київського муніципального театру ляльок. Актори Ігор Федірко (Оскар) і Юлія Шаповал (Рожева Пані) — єдиний склад вистави з дати прем'єри, яка відбулася 21 листопада 2015 року.

## Особливості вистави
Лялька дає можливість показати на сцені філософську притчу, з легкість говорити з дорослими про складне простими словами. Вистава складається з номерів-днів і кожен день по своєму особливий. То у блакитному світлі прожекторів, то у світложовтих тонах відбувається життя маленького хлопчика.
|                                                       | Ми ставили виставу про те, яке прекрасне життя, — у всіх її проявах, навіть у хворобі. Мені хотілося, щоб це була історія саме про любов до життя» |
| — режисер Михайло Урицький, характеристика постановки | |

Основною концепцією художника-постановника вистави Ольги Філончук є повна відмова від зайвих побутових деталей в оформленні. «Історія, розказана від імені дитини, тож ляльки мають «дитячий» вигляд, а другорядні персонажі виникають у вигляді малюнків на паличці, вони ніби теж виготовлені дітьми…» — зазначає сценограф. Дорослих персонажів показано в гротесковій формі виходячи із рішення, що глядач бачить лікаря, батьків та друзів Оскара його очима,а він  характеризує їх як «придурків» та «ідіотів».
Спочатку для вистави було виготовлено комплект усіх персонажів — пласкі ляльки з частковою механікою, у кожної з яких був свій рухомий елемент (у лікаря — ворушилися брови, мама заламувала руки тощо). Проте, коли ляльки з'явилися на сцені, режисер вирішив залишити лише трьох, без яких не обійтися — Оскара, Рожеву Пані та Пеггі Блу. Від решти відмовилися, щоб не розсіювати глядацьку увагу. Експеримент з повним комплектом персонажів — пласкими ляльками (діти, мама, тато, лікар Дюссельдорф) був проведений в одеській версії вистави. У київській версії на сцені лишилися одне лікарняне ліжко, два актора і три ляльки.
Від первісного задуму оформлення вистави музикою Петра Чайковського, згідно з романом, в якому Оскар слухає «Лускунчика», постановочна група відмовилася під час обговорення. Студенти КНУТКиТа загорілися текстом Шмітта, але дуже скептично поставилися до Чайковського, який, на їхню думку, звучав несучасно. Альтернативним варіантом був Фредді Мерк'юрі, який емоційно ідеально відповідав драматургії. Але від його музики відмовилися з мовних причин — хотілося, аби і пісенний текст, що лунає у виставі, був повністю зрозумілий кожному глядачеві. Так у виставі з'явилися пісні Земфіри. «Чесно кажучи, я не є фанатом Земфіри, однак, тут зрозумів: її пісні ідеально підходять, вони урочисті і світлі» — коментує Михайло Урицький зроблений вибір. Таке поєднання, знайдене в роботі над студентським виставою, збереглося і в усіх наступних, при цьому часто викликаючи безліч суперечок. Однак, режисерська задумка спрацьовувала — музичне оформлення проходило шлях від первісного повного неприйняття до світлого фіналу.

## Визнання і нагороди
«Київська пектораль»
Тріумфальною стала для вистави та її творців 24-а церемонія вручення премії в галузі театрального мистецтва «Київська пектораль». Вперше в історії премії вистава театру ляльок номінувалася в трьох категоріях, в яких традиційно були представлені роботи драматичних театрів («Краща вистава / вистава драматичного театру», «Краща режисерська робота» та «Найкраща жіноча роль». На думку експертів премії, спектакль виявився кращим у двох з трьох номінацій.
Боротьба за звання «Кращої вистави року» точилася поміж «Оскаром» і виставами «Зачарований» за п'єсою Івана Карпенка-Карого «Безталанна» у постановці режисера Андрія Білоуса у Молодому театрі та «Ліс» Олександра Островського у постановці Дмитра Богомазова в театрі ім. Франка.
До шорт-листа номінації «Краща режисерська робота», крім режисера «Оскара» Михайла Урицького, увійшли Дмитро Богомазов за виставу «Співай, Лоло, співай!» за мотивами роману «Вчитель Гнус, або Кінець одного тирана» Генріха Манна в Театрі драми і комедії та Стас Жирков з виставою «Сталкери» за п'єсою Павла Ар'є у спільному проєкті Молодого театру та театру «Золоті ворота».
Номінантом категорії залишилася Юлія Шаповал за роль Рожевої Пані, поступившись званням «Краща жіноча роль» Ірмі Вітовській, яка втілила роль баби Прісі в проєкті «Сталкери» театру «Золоті ворота» та Молодого театру.
Фестивальне життя
Вистава «Оскар» стала лідером опитування «Вистави, які рекомендують глядачі»театрального ком'юніті «Сьомий ряд восьме місце». У рамках соціальної ініціативи виставу показали вихованцям Прилуцької виправної колонії.
Постановка взяла участь у ряді театральних форумів, серед яких: II Міжнародний фестиваль театрів ляльок «І люди, і ляльки» в липні 2016 у Львові; «Мельпомена Таврії» у травні 2006 в Херсоні; XXIII Міжнародний фестиваль театрів ляльок «SPOTKANIA» (Театр «Бай Поморський») в жовтні 2016 року у Торуні, Польща); Фестиваль театрів ляльок «Dnipro Puppet Fest» у грудні 2016 року у Дніпрі та інших.
На «Мельпомені Таврії» робота Юлії Шаповал була відзначена нагородою за «Кращу жіночу роль», а фестиваль «SPOTKANIA» приніс нагороду за «Кращу режисуру» Михайлу Урицькому.
У 2017 році вистава виборола перемогу у 2-х номінаціях професійного Всеукраїнського огляду-конкурсу «UNIMA — Україна» «Прем’єри сезону 2015 — 2016» (Краща жіноча роль — Юлія Шаповал за роль Рожевої пані, краще володіння лялькою — Ігор Федірко за роль Оскара).